# Kizlivka, Ciornuhî
Kizlivka (în ucraineană Кізлівка) este localitatea de reședință a comunei Kizlivka din raionul Ciornuhî, regiunea Poltava, Ucraina.

## Demografie
Componența lingvistică a localității Kizlivka
     Ucraineană (98,34%)
     Rusă (1,66%)
Conform recensământului din 2001, majoritatea populației localității Kizlivka era vorbitoare de ucraineană (98,34%), existând în minoritate și vorbitori de rusă (1,66%).